# Robertson Landing
Der Robertson Landing ist eine Landspitze an der Nordseite Ardery Island im Archipel der Windmill-Inseln vor der Budd-Küste des ostantarktischen Wilkeslands. Sie liegt nahe dem westlichen Ende der Insel und dient als Schiffsanleger.
Die erste Anlandung unternahm 1961 der australische Polarforscher Phillip Law gemeinsam mit einer Mannschaft der Australian National Antarctic Research Expeditions. Benannt ist sie nach dem australischen Unternehmer Norman Napoleon Robertson (1909–1993), der den Ausbau der Landspitze als Schiffsanleger finanziert hatte.